# 彰化縣永靖鄉福德國民小學
彰化縣永靖鄉福德國民小學，簡稱福德國小，是一所位於臺灣彰化縣的永靖鄉的國民小學。

## 沿革

### 五福分班
彰化縣永靖鄉福德國民小學迄今逾五十餘年，前身為永靖國小五福分班。1964年12月12日經由永靖鄉鄉民代表會提案設校，隔年9月借用鄉內五福宮廂房上課，設立二班，並定名為五福分班。

### 福德國小
建校初期因經費不足，由當地福德爺會進行支援，因此校名就以五福宮主神福德正神為名。1968年2月29日校舍完成，將五福分班遷至現址，正式成立永靖國小福德分校，1973年3月1日改制為彰化縣永靖鄉福德國民小學。學生每年於福德正神誕辰及畢業典禮前，亦會至五福宮進行參拜，以表示感恩之意。

## 歷任校長
| 屆次   | 姓名   | 任期                        |
| ------ | ------ | --------------------------- |
| 第一任 | 陳輝岩 | 1973年3月1日至1978年9月5日  |
| 第二任 | 吳新通 | 1978年9月5日至1984年6月16日 |
| 第三任 | 巫景陽 | 1984年6月16日至1989年8月1日 |
| 第四任 | 梁松山 | 1989年8月1日至2003年1月31日 |
| 第五任 | 陳榮茂 | 2003年1月31日至2010年8月1日 |
| 第六任 | 邱鈺清 | 2010年8月1日至2017年8月1日  |
| 第七任 | 周憲徵 | 2017年8月1日至2023年7月31日 |
| 第八任 | 卓鴻賓 | 2023年8月1日迄今            |

## 特色社團
福德國小因成立過程與當地廟宇的關連，校內有跳鼓陣社團，會在鄉內的神明誕辰或重要慶典時負責表演。